# Villányi-hegység
A Villányi-hegység Villánytól nyugatra, Baranya vármegye déli részén elterülő dombság. Főképp mészkőből áll.

A Villányi-hegység régiójának térképe

Legmagasabb csúcsa a hegyvonulattal nem összefüggő, szigetszerű, 442 méter magas Szársomlyó. Egy másik ismert csúcsa a Siklós közelében lévő Tenkes.
Települései: Bisse, Csarnóta, Diósviszló, Kisharsány, Máriagyűd, Márfa, Nagyharsány, Nagytótfalu, Siklós, Villány, Villánykövesd, Palkonya.

## Földrajza

### Éghajlata
Az évi középhőmérséklet 10-11 °C között van, ami megfelel az országos átlagnak. A fagymentes idő április elejétől október közepéig tart. A déli lejtőkön egy sajátos mediterrán mikroklíma alakult ki, évente legalább 200 napon 0 °C felett van a hőmérséklet. A terület jellegzetes növénye a kikerics, ami csak ezen az éghajlaton él meg.
Az éghajlat és a talaj kedvező a Villány és Siklós körül kialakult nagy hagyományú szőlő- és bortermeléshez.

### Vízrajza
A hegység déli oldalán gyógyhatású, meleg vizű források törnek a felszínre. Ezek tették népszerű fürdőhellyé Harkányt.

### Barlangjai
A Villányi-hegység fontosabb barlangjai:
| Barlang neve                       | Hossza | Mélysége | Információ                                                           |
| ---------------------------------- | ------ | -------- | -------------------------------------------------------------------- |
| Beremendi-ördöglyuk                |        |          | feltöltődött                                                         |
| Beremendi-kristálybarlang          | 850 m  | 38 m     | fokozottan védett                                                    |
| Beremendi Kút-zsomboly             |        |          |                                                                      |
| Beremendi Nagy-vizes-üreg          |        |          | feltöltődött                                                         |
| Beremendi 13. sz. barlang          | 70 m   | 42 m     | letermelve                                                           |
| Beremendi 14. sz. barlang          | 18 m   | 13 m     |                                                                      |
| Beremendi Nagy-vizes-üreg          |        |          |                                                                      |
| Csarnótai-barlang                  |        |          |                                                                      |
| Kőkút-barlang                      |        |          |                                                                      |
| Kút-zsomboly                       |        |          |                                                                      |
| Lapos-barlang                      |        |          |                                                                      |
| Máriagyüdi-barlang                 | 45 m   | 20 m     |                                                                      |
| Művésztelepi-zsomboly              |        |          | letermelve                                                           |
| Nagyharsányi 1-3. sz. barlang      |        |          |                                                                      |
| Nagyharsányi-Hegycsúcs barlangja   |        |          |                                                                      |
| Nagyharsányi-kristálybarlang       | 1400 m | 59 m     | fokozottan védett                                                    |
| Régi-barlang                       |        |          |                                                                      |
| Rózsabányai-zsomboly               | 10 m   | 9 m      | letermelve                                                           |
| Siklósi I-II-III. sz. barlang      |        |          |                                                                      |
| Somssich-hegyi 2. sz. barlang      | 8 m    | 8 m      | régebben fokozottan védett, jelenleg csak megkülönböztetetten védett |
| Templomhegyi-cseppkőbarlang        |        |          |                                                                      |
| Templomhegyi kőfejtő aknabarlangja | 18 m   | 16 m     | régebben fokozottan védett, jelenleg csak védett                     |
| Villányi Borospince barlangja      | 27 m   | 10 m     |                                                                      |

## Élővilága

### Flórája
A hegységben él a fokozottan védett bíbor sallangvirág (Himantoglossum caprinum).

## Szársomlyó

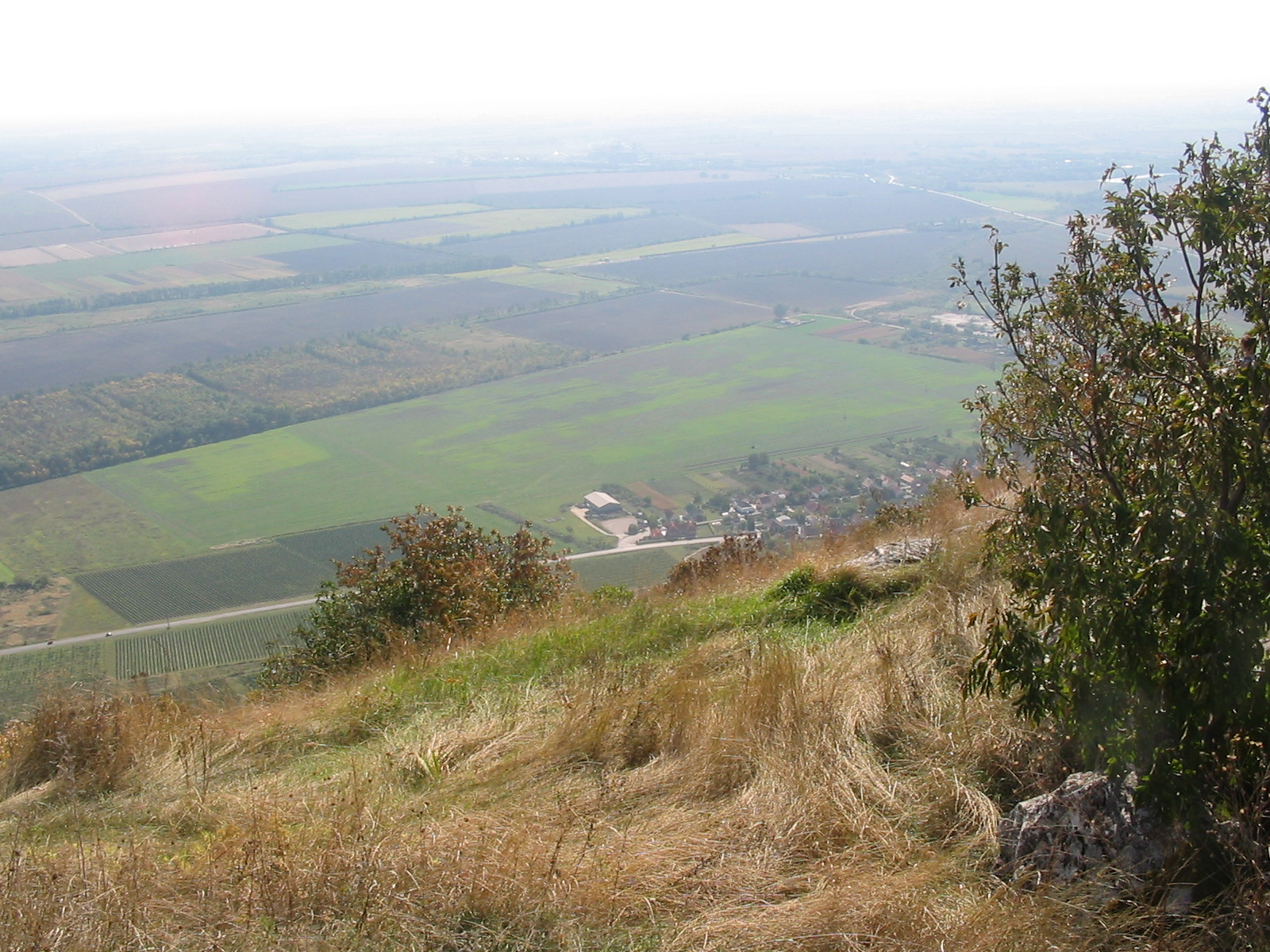
Kilátás a Szársomlyóról dél felé

A Szársomlyó (más néven Harsányi-hegy vagy Nagyharsányi-hegy) növényvilága különleges: déli lejtőin mediterrán klíma alakult ki, az erre jellemző fajok aránya 20% fölött van. Itt él a fokozottan védett rozsdás gyűszűvirág. A löszfalakon költenek a színes gyurgyalagok.
A hegy ma már csonka: egyik oldalába az 1960-as évektől nagy teknőt mélyítettek, hogy innen lássák el kőanyaggal a közeli Beremenden működő óriási cementgyárat. Ezt a bányát már a római korban használták. A terület 1989 óta védett, a Duna–Dráva Nemzeti Park része.

### Paleontológiai leletek
Az országban egyedülálló paleontológiai leletek kerültek itt elő: jura időszaki ammoniteszek, más sekélytengeri élőlények, pliocén és pleisztocén kori gerincesek maradványai. A gazdag leletegyüttest id. Lóczy Lajos tanulmányozta először 1915-ben. Azóta tíz lelőhelyről 27 addig ismeretlen állatfaj fosszíliáit hozták itt a felszínre és a pleisztocén legutolsó periódusa is Villányról kapta tudományos nevét (villanyium). A közeli Beremend hegyét a bányászat szinte a földdel tette egyenlővé, de innen is előkerültek értékes ősállatleletek, köztük például kardfogú tigris maradványai.

## Néprajza
Az ormánsági lányok feladata volt régen a szőlők őrzése. Az Ormánság nem szőlőtermő vidék, viszont a Drávaszögben, a Villányi-hegységben (harkányi, terehegyi részen) több ormánsági szőlőbirtok volt. A drávaszögi lányoknál nem volt ez a szokás.